# 산호세데오코아주

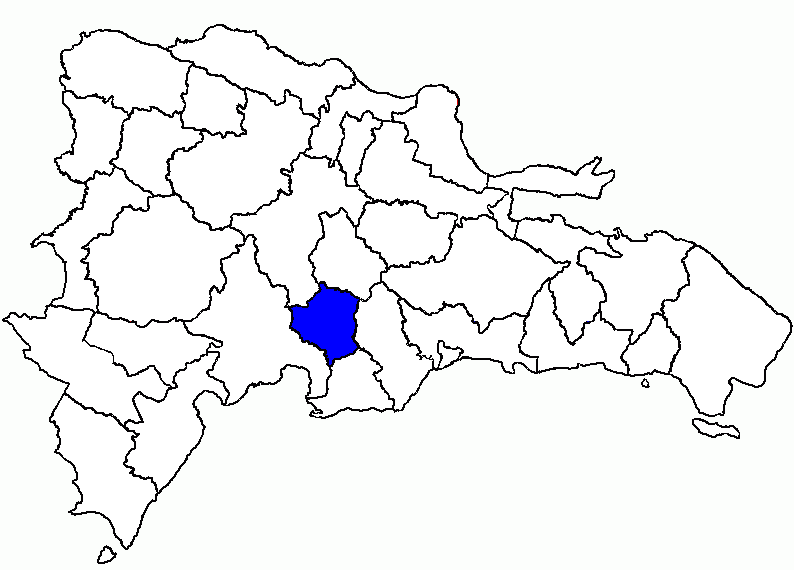
산호세데오코아 주의 위치

산호세데오코아주(스페인어: San José de Ocoa)는 도미니카 공화국 남부에 위치한 주로 주도는 산호세데오코아이며 면적은 855.40km2, 인구는 97,640명(2014년 기준)이다. 2000년 페라비아 주에서 분리되어 신설되었다.
서쪽으로는 아수아 주, 북쪽으로는 라베가 주와 몬세뇨르노우엘 주, 동쪽으로는 산크리스토발 주, 남쪽으로는 페라비아 주와 접한다. 3개 지방 자치체와 3개 지구를 관할한다.